# Villa faustina
Villa faustina är en tvåvingeart som först beskrevs av Osten Sacken 1887.  Villa faustina ingår i släktet Villa och familjen svävflugor. Inga underarter finns listade i Catalogue of Life.